# 金鍾泰
金 鍾泰（キム・ジョンテ、1949年3月16日 - ）は、大韓民国の政治家、軍人。第38代国軍機務司令官、第19・20代国会議員。最終階級は陸軍中将。
元統一部長官の柳佑益は従弟である。

## 経歴
韓国放送通信大学校、東国大学校大学院、水原大学校大学院卒業。

### 軍人
1972年に陸軍第3士官学校（第6期）を卒業し少尉に任官された。陸軍第3士官学校生徒隊長、第15歩兵師団師団長、陸軍教育司令部副司令官などを経て2008年3月に国軍機務司令官に任命された。その後、盧武鉉大統領によって廃止された大統領への軍内の懸案についての対面報告が、李明博大統領によって再開された。同年7月に偽装脱北していた元正花のスパイ行為が明らかになると軍内のスパイ容疑者50名を把握していると公表した。2010年4月に機務司令官を退任し、軍を除隊した。同年5月には李明博大統領によって新設された国家安保総括点検会議の委員に任命された。

### 政治家
2012年4月に行われた、第19代総選挙で慶尚北道尚州市の現職議員から予備選でセヌリ党公認を勝ち取り、同党候補として出馬し当選した。
2016年4月に行われた、第20代総選挙で統合された慶尚北道尚州市・軍威郡・義城郡・青松郡から出馬し、78.9％の高得票率で当選した。同年5月には金鍾泰夫人の李某が支持者に金品を配った疑いで逮捕され、同年7月に当選無効が宣告された。2016年11月には朴槿恵大統領の弾劾を求めるキャンドル集会を「従北勢力が扇動している」と発言し、批判を呼んだ。2018年に行われた、第7回全国同時地方選挙で尚州市長選に無所属で立候補したが、自由韓国党候補に及ばず落選した。
また、冬季オリンピック支援汎国民協議会運営委員も務めた。

## 軍人時代の選挙介入疑惑
左派を激しく敵視するため、軍人時代に政治的中立性を保たないとされる言動は度々あった。2018年、KBSが入手した2009年の文書によると、金が李明博政権時代の国軍機務司令官在任中、参謀懇談会議などで「（李明博）政府が転覆しないように自治体選挙や補欠選挙で保守勢力が負けないこと、左派が政権を握らないようにすることに主眼を置く」という選挙介入発言や金大中・盧武鉉両大統領を敵視する発言をしたほか、地域の安保懸案を議論する組織である安保協議会を事実上の「選挙介入」の中枢組織として活用しようとした形跡も見られる。一方、金はKBSの取材に対し、その文書の内容は知らないと否定した。

## エピソード
2013年10月の兵務庁国政監査で、「警察庁体育団所属のスポーツ選手は国防部が転換服務要員に割り当てられた義務警察の身分であり、兵役法上の基本業務である治安補助業務をしなければならない。選手団の活動をするのは違法だ」と指摘した。